# Cestradoretus freyi
Cestradoretus freyi är en skalbaggsart som beskrevs av Machatschke 1965. Cestradoretus freyi ingår i släktet Cestradoretus och familjen Rutelidae. Inga underarter finns listade i Catalogue of Life.